# کلک تپه
کلک تپه مربوط به نیمه دوم هزاره اول قم است و در شمال بوکان واقع شده و این اثر در تاریخ ۱۶ دی ۱۳۴۵ با شمارهٔ ثبت ۵۸۳ به‌عنوان یکی از آثار ملی ایران به ثبت رسیده است.